# ۱۱۸۵ (خورشیدی)
۱۱۸۵ هزار و صد و هشتاد و پنجمین سال هجری خورشیدی است.